# Hukalivți, Zboriv
Hukalivți (în ucraineană Гукалівці) este localitatea de reședință a comunei Hukalivți din raionul Zboriv, regiunea Ternopil, Ucraina.

## Demografie
Componența lingvistică a localității Hukalivți
     Ucraineană (100%)
Conform recensământului din 2001, toată populația localității Hukalivți era vorbitoare de ucraineană (100%).